# 津軽蓬田トンネル
津軽蓬田トンネル（つがるよもぎたトンネル）は、青森県東津軽郡蓬田村地内を通る、北海道新幹線の鉄道トンネルである。新青森駅と新中小国信号場の間に位置する。全長は6,190m。
整備新幹線の建設を担当している鉄道建設・運輸施設整備支援機構の発注により、2008年（平成20年）2月に着工した。施工者は鹿島・鉄建・梅林・田中組の特定建設工事共同企業体。2009年（平成21年）10月26日にSENS発進式が行われた。2011年（平成23年）6月21日に中間立坑に到達した。2012年（平成24年）10月10日に掘削工事が完了し、10月23日に貫通式が行われた。2016年（平成28年）3月26日に開業している。
蟹田層と言われる未固結および半固結の細中粒の砂層および砂岩層を掘削するため、シールド工法と新オーストリアトンネル工法 (NATM) の利点を兼ねたSENS工法が採用されている。
また、小川平川の地下を通るため山岳トンネルでは珍しい中央部が低い落ち込み勾配のトンネルになっており、南側は新青森 ‐ 新函館北斗間の最急勾配20.8‰、北側は15‰の勾配となっている。
北側（奥津軽いまべつ方）は第1外黒山トンネルとコンクリート製のシェルターで繋がっている。